# Ondaften
Ondaften (dansk) eller Unaften (tysk) er en landsby beliggende midtvejs mellem Hanved og Valsbøl på gesten vest for Flensborg i Sydslesvig. Administrativt hører landsbyen under Hanved Kommune i Slesvig-Flensborg kreds i den nordtyske delstat Slesvig-Holsten. I kirkelig henseende hører byen til Hanved Sogn. Sognet lå i Vis Herred (Flensborg Amt, Sønderjylland), da området tilhørte Danmark.
Ondaften er første gang nævnt 1659. Byen opstod som kro- og udflytterby fra Hanved. Navnet forklares ved vejene, der var vanskelige at køre på, især i skumringstiden om aftenen. Modsvarende hed en kro i nabobyen Timmersig Godmorgen. Til Ondaften er knyttet folkesagnet om kro-kvinden, som havde dræbt og udplyndret sin hjemvendte søn. Stednavnet henføres i sagnet til forældrenes griskhed og ondskab. Ondaften er (bl.a.) nævnt i Otto Vaupells beretninger om Treårskrigen.  